# Deborah Chiesa
Deborah Chiesa (Trente, 13 juni 1996) is een tennisspeelster uit Italië.
Zij begon op zesjarige leeftijd met het spelen van tennis.
Ze speelt voornamelijk op ITF-toernooien. In augustus 2010 speelde ze haar eerste toernooi als prof in Innsbruck.
In de Fed Cup komt zij uit voor Italië.

## Resultaten grote toernooien
| Legenda | Legenda                          |
| ------- | -------------------------------- |
| g.t.    | geen toernooi gehouden           |
| l.c.    | lagere categorie                 |
| –       | niet deelgenomen                 |
| G       | uitgeschakeld in de groepsfase   |
| 1R      | uitgeschakeld in de eerste ronde |
| 2R      | uitgeschakeld in de tweede ronde |
| 3R      | uitgeschakeld in de derde ronde  |
| 4R      | uitgeschakeld in de vierde ronde |
| KF      | uitgeschakeld in de kwartfinale  |
| HF      | uitgeschakeld in de halve finale |
| F       | de finale verloren               |
| W       | het toernooi gewonnen            |
| w-v     | winst/verlies-balans             |

### Enkelspel
| toernooi             | 2018 |
| -------------------- | ---- |
| grandslamtoernooien  |      |
| Australian Open      | –    |
| Roland Garros        | 1R   |
| Wimbledon            | –    |
| US Open              | –    |
| Premier Mandatory    |      |
| Indian Wells         | –    |
| Miami                | –    |
| Madrid               | –    |
| Peking               | –    |
| Premier Five         |      |
| Dubai/Doha           | –    |
| Rome                 | –    |
| Montreal/Toronto     | –    |
| Cincinnati           | –    |
| Tokio/Wuhan          | –    |
| Olympisch            |      |
| Olympische Spelen    | g.t. |
| Statistieken         |      |
| Totaal aantal titels | 0    |
| Eindejaarsranking    |      |

### Dubbelspel
| grandslamtoernooien  |      |
| Australian Open      | –    |
| Roland Garros        | –    |
| Wimbledon            | –    |
| US Open              | –    |
| Premier Mandatory    |      |
| Indian Wells         | –    |
| Miami                | –    |
| Madrid               | –    |
| Peking               | –    |
| Premier Five         |      |
| Dubai/Doha           | –    |
| Rome                 | 1R   |
| Montreal/Toronto     | –    |
| Cincinnati           | –    |
| Tokio/Wuhan          | –    |
| Olympisch            |      |
| Olympische Spelen    | g.t. |
| Statistieken         |      |
| Totaal aantal titels | 0    |
| Eindejaarsranking    |      |